# Ferdinand Hart Nibbrig
Ferdinand Hart Nibbrig (Amsterdam, 5 april 1866 – Laren, 12 oktober 1915) was een Nederlands schilder en theosoof. Hij was een van de kunstenaars die het luminisme in Nederland introduceerden.
In zijn eerste jaren als schilder werkte Hart Nibbrig vooral in de impressionistische stijl van de Amsterdamse School, maar na een jaar in Parijs (1890), wendde hij zich onder invloed Vincent van Gogh en Georges Seurat tot het pointillisme. Hij was ook een van de schilders die het luminisme in Nederland introduceerden. Zijn werken kenmerken zich door veel licht en heldere kleuren. Hij woonde in Laren in het Gooi, maar werkte ook in andere plaatsen in Nederland, met name aan de kust, zoals Vlieland en het Zeeuwse Zoutelande. Hij maakte ook reizen naar Noord-Afrika en Duitsland.
Ferdinand Hart Nibbrig was de tweede zoon van Pieter Nibbrig en Elisabeth Hart. Vanaf 31 januari 1884 mocht hij zich
bij Koninklijk Besluit Ferdinand Hart Nibbrig noemen. De namen Hart en Nibbrig mochten gekoppeld worden, omdat zijn moeder in 1880 de laatste van haar drie kinderloze broers had verloren, waarmee de naam Hart uit zou sterven.
In 1895 huwde hij Johanna Bartruida Moltzer. Hij leerde haar kennen bij het portretteren van leden van haar familie Moltzer, die een likeurstokerij annex drankenhandel Lucas Bols exploiteerde aan de Rozengracht in Amsterdam. Johanna was Nederlands Hervormd, maar werd in 1908 lid van de Theosofische Vereniging. Ferdinand werd lid van de Gooise loge die begin 1908 was opgericht. Johanna was zo onder de indruk van Rudolf Steiner, dat zij enkele jaren na het overlijden van haar echtgenoot verhuisde naar Dornach bij Bazel, waar Steiner een eigen, Antroposofisch instituut had gesticht.
In 1981 werd in het Singer Museum in Laren de Hart Nibbrigzaal ingewijd voor een permanente opstelling van zijn schilderijen, tekeningen en litho's.
In Laren is de Hart Nibbriglaan naar hem vernoemd, in Den Haag is in 1925 de Hart Nibbrigkade in het Benoordenhout aangelegd. In Amsterdam-West bevindt zich een Ferdinand Hart Nibbrigstraat.

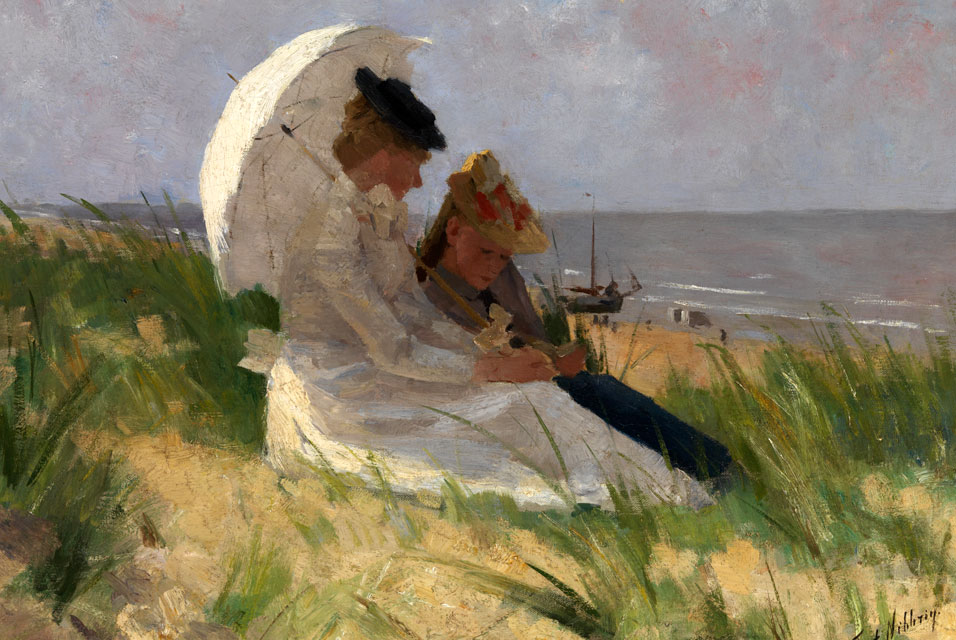
Op de duinen bij Zandvoort (1892)
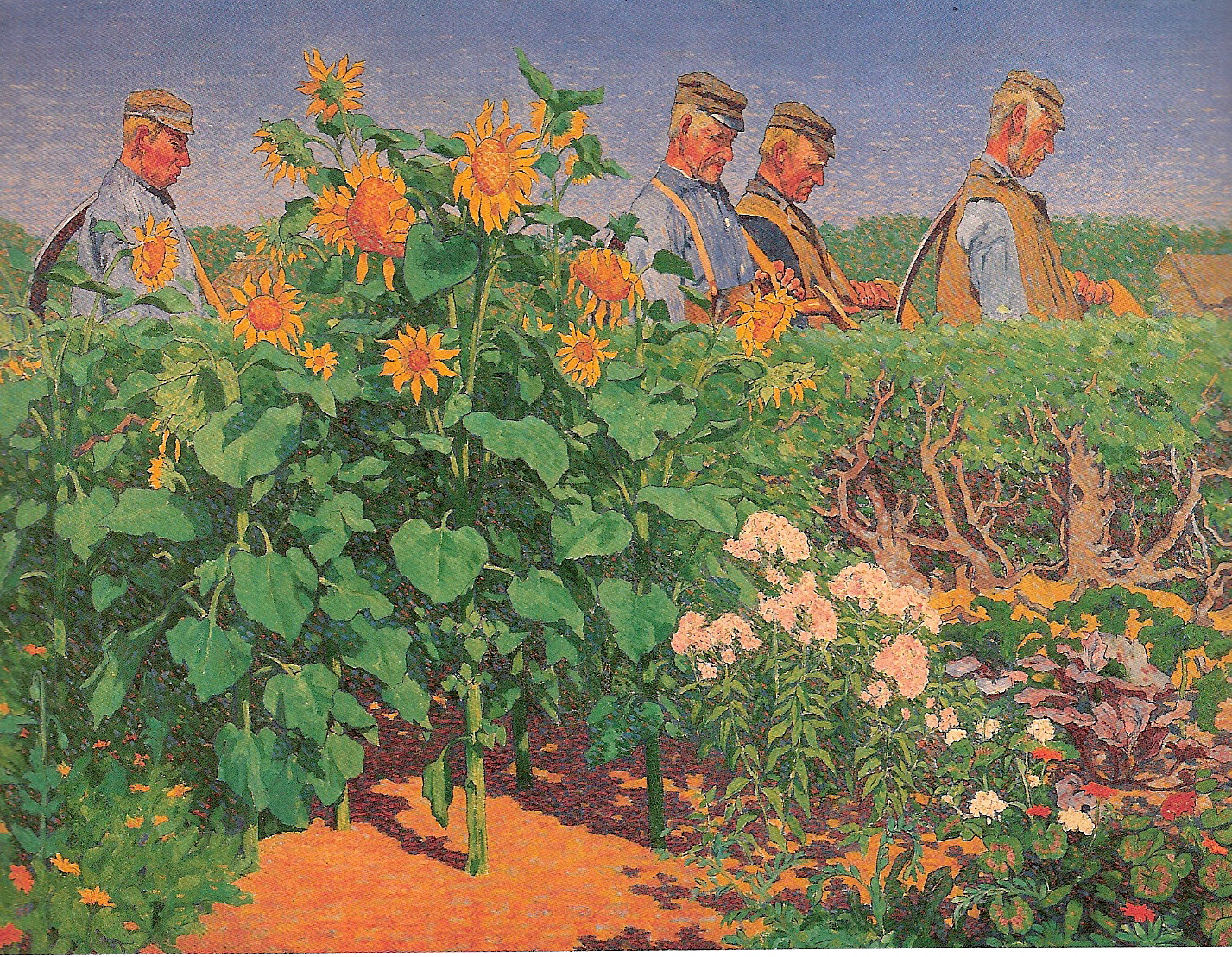
Oogstmaand (1894)
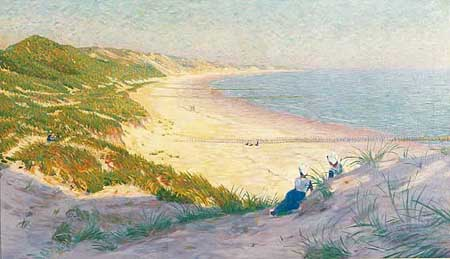
Zoutelande (c.1910)
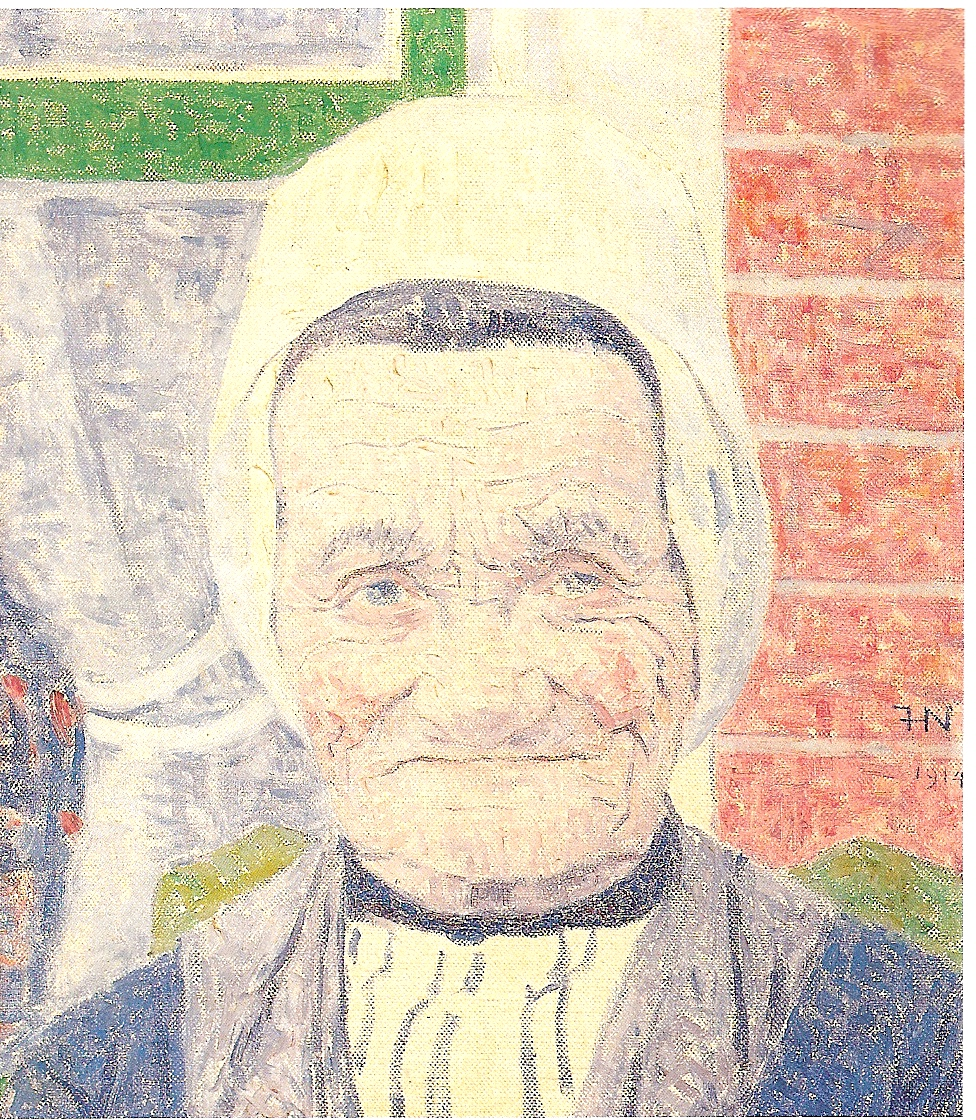
Oude Martine van Zoutelande (1914)

- Bibliothèque nationale de France: cb134984214 (data)
- Biografisch Portaal: 01471306
- Digitale Bibliotheek voor de Nederlandse Letteren: hart009
- Gemeinsame Normdatei: 174313268
- International Standard Name Identifier: 0000 0000 6706 0105
- Library of Congress Control Number: nr96042768
- Nederlandse Thesaurus van Auteursnamen: 071492305
- RKD-Nederlands Instituut voor Kunstgeschiedenis: 224445
- SNAC: w6x946r5
- Système universitaire de documentation: 083918000
- Union List of Artist Names: 500015942
- Virtual International Authority File: 39279733
- WorldCat: E39PBJgXbPpY3HqwhtPpDtDH4q